# إنفيسات
إنفيسات (بالإنجليزية: Envisat اختصار لكلمتي Environmental Satellite) هو قمر صناعي لمراقبة البيئة يزن نحو 8 طن، قامت بإرساله المؤسسة الأوروبية للفضاء إيسا عام 2002 في مدار حول الأرض. وقد عمل حتى عام 2012. يختص هذا القمر الصناعي مراقبة المناخ على الأرض والمحيطات ووالأراضي وبصفة عامة نظام البيئة. تكلف إنفيسات 3و2 مليار أيرو، وكان هو أكثر الأقمار الصناعية التي تطلقها «إيسا» تكلفة وأكبرها حجما.
استغرق بناء القمر الصناعي وأجهزته نحو 10 سنوات، واشتركت في صناعته وتجهيزه نحو 100 مؤسسة من 14 دولة من ضمنها المملكة المتحدة وفرنسا وألمانيا.
وقامت مؤسسة أستريوم من المملكة المتحدة برئاسة المشروع وتصنيع المنصة القطبية، كما قامت مؤسسة أستريوم ألمانيا ببناء مقصورة الإلكترونيات PEB. وقامت أستريوم فرنسا ببناء وحدة الخدمات وأجهزة أخرى.

## وصفه
مقاييسه
26 م (85 قدم) × 10 م (33 قدم) × 5 م (16 قدم)
كتلته
8,211 كيلوغرام (18,102 رطل)، من ضمنها 319 كيلوغرام (703 رطل) ، ووقود وأجهزة 2,118 كيلوغرام (4,669 رطل).
الطاقة
مصفوفات ألواح شمسية تعطي طاقة كهربائية 3560 واط.

## سير المهمة
اقلع إنفيسات يوم 1 مارس 2002 من محطة الفضاء كورو بغينيا الجديدة الفرنسية على متن صاروخ حامل من نوع أريان 5. وكان يمثل أكبر ثقل يحمله صاروخ أريان إلى مدار حول الأرض، فقد كان وزنه 8050 كيلوجرام من ضمنها 300 كيلوجرام وقود للمناورة في المدار.
رفع الصاروخ الحامل إنفيسات إل مدار قطبي شمسي التزامن على ارتفاع 800 كيلومتر. يبلغ ميل المدار 98° وعن طريق ذلك فيستطيع إنفيسات أن يسبح فوق كل مكان على الأرض كل 35 يوم. وكان المركز الأوروبي لضبت الأقمار الصناعية ESOC في مدينة دارمشتات بألمانيا يقوم بتوجيه والتحكم في القمر الصناعي وتلقي البيانات.
وفي 8 أبريل 2012 حيث قض أمضى القمر الصناعي إنفيسات أكثر من ضعف الوقت الذي كان مخطط له (كانت الخطة 5 سنوات) انقطع الاتصال.
وبمشاهدته بالرادار من الأرض تبين أن انفيسات كان لا يزال سليما بالنسبة لوضعه بين الأرض والشمس. واعلن يوم 9 مايو 2012 انتهاء مهمة إنفيسات حيث أن خللا أصاب الاتصالات بين الأرض وبينه.

## غرض البعثة

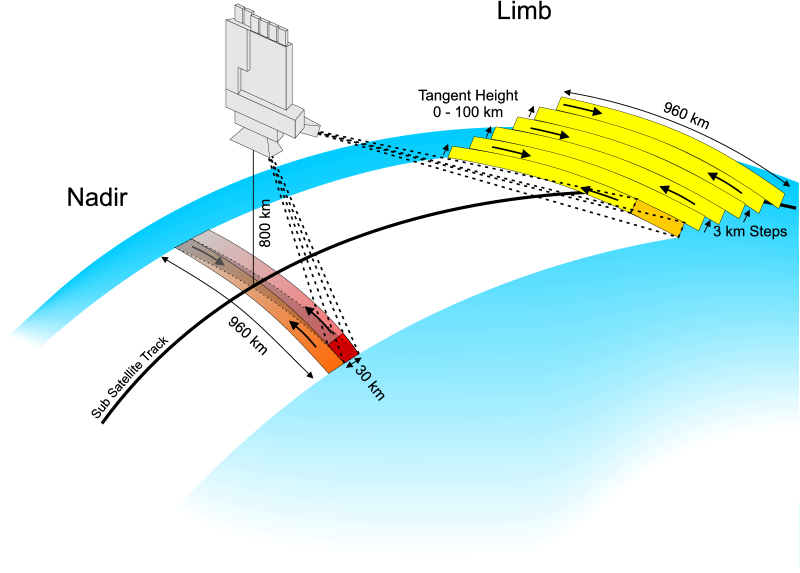
طريقة مسح المطياف SCIAMACHY للأرض أثناء دورة.

أطلق إنفيسات بعد أن أدت المشروعات السابقة له مهامها التي قام بها القمران الصناعيان ممثلة في ERS-1 و ERS-2 الذان كانا أصغر منه وقاما خلال التسعينيات بمهام مشابهة.
توجد على متن إنفيسات 10 أجهزة عالية الدقة لمشاهدات الأرض. يمكنها تعيين التركيب الكيميائي للجو، وقياس درجة حرارة المحيطات، وتقيس ارتفاع أمواج البحر واتجاهاتها، وتعين سرعة الرياح، وكذلك تقيس نمو النباتات، وتراقب حرائق الغابات، وتقيس تلوث البيئة.
قام إنفيسات بتجميع بيانات بمعدل 280 جيجابايت يوميا، كما عمل أثناء فترة عمله أيضا في قياسات لصالح «الميثاق الدولي للفضاء والكوارث الطبيعية.»

## اخطار سقوطه

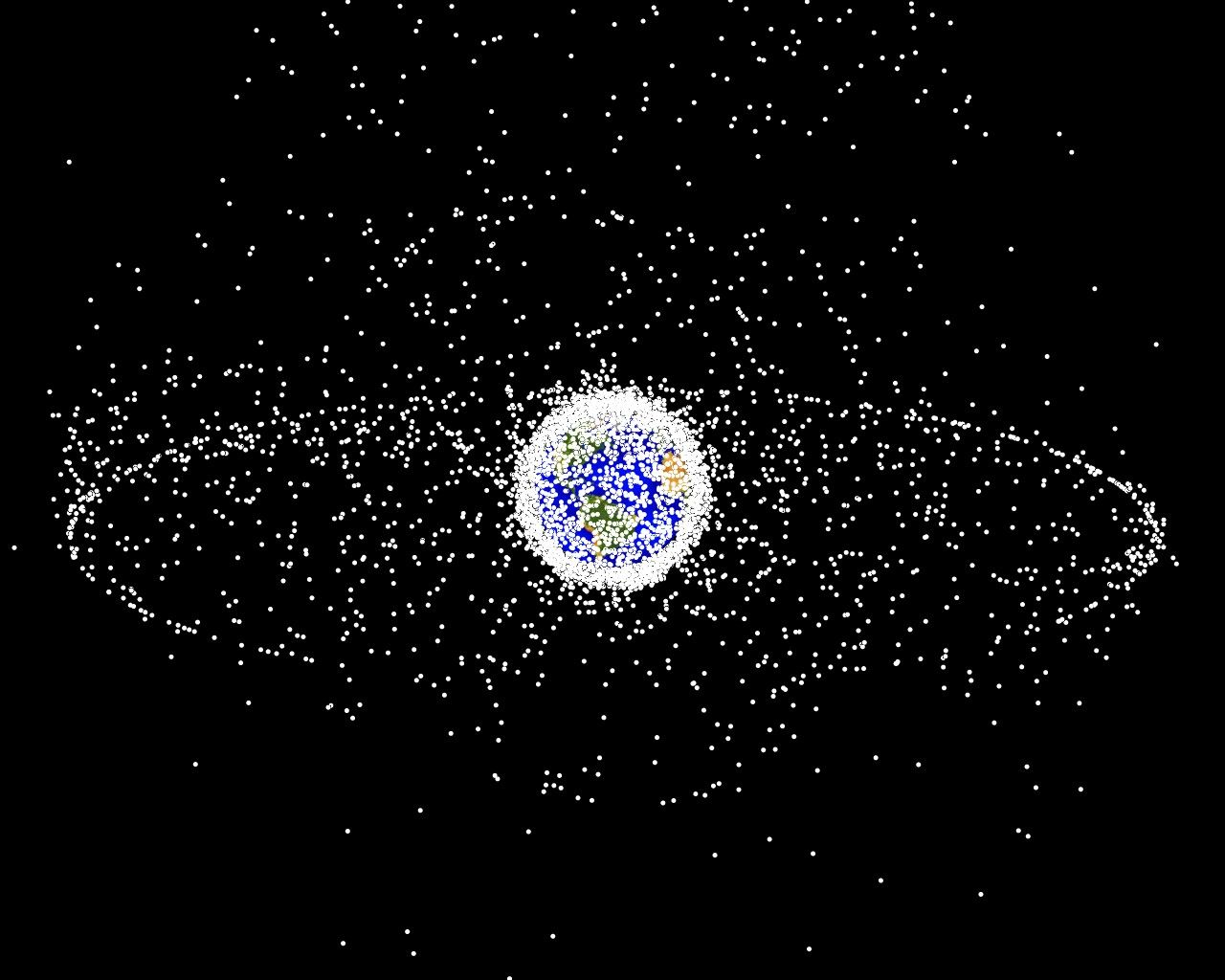
نفايات الفضاء حول الأرض بعضها في الحقل البعيد GEO والأخرى في الحقل القريب LEO.

و بحسب مدار إنفيسات ونسبة مساحته إلى كتلته فمن المنتظر أن يبقى في مداره نحو 150 سنة حيث يظل يدخل في الغلاف الجوي.
كما يوجد بالقرب منه طبقا لتسجيلات النفايات الفضائية عنصران يبعدان عنه نحو 200 متر
ويحرص المركز الأرضي على مناورته بحيث لا يصطدم بهما.
وذلك انه في حالة اصطدامه بأحد النفايات فقد يتخلف عنه نفايات متشتتة كثيرة قد تصطدم ببعضها أو بنفايات أخرى وتزداد مشكلة النفايات في فضاء الأرض. تعرف تلك الظاهرة ب كارثة كيسلر، إذا حدثت سيصعب عمليات الفضاء وقد تهدد خروج رواد الفضاء من الأرض في المستقبل، ذلك لان سرعات قطع النفايات عظيمة جدا وتتسبب عند اصطدامها بقمر صناعي أو مركبة فضائية مأهولة بأضرار جسيمة.

## وصلات خارجية
- Envisat operations page at ESA
- Four years on, Envisat hailed for its contribution to Earth science Physorg.com (2006-02-28)
- Envisat-homepage at ESA
- Miravi – Meris Image Rapid Visualization. MIRAVI shows the gallery of images generated on the Level0 (raw data) Meris Full Resolution (300m) products, few seconds after their availability.
- SRRS – Satellite Rapid Response System. Like MIRAVI but including also ASAR, MERIS Full and Reduced Resolution and ALOS AVNIR2 images.
- Earth Snapshot – Web Portal dedicated to Earth Observation. Includes commented satellite images, information on storms, hurricanes, fires and meteorological phenomena.
- Next ESA SAR Toolbox for viewing, calibrating and analyzing Envisat ASAR Level 1 data and higher
- ESA Envisat DDS (Data Dissemination System)
- Dossier Envisat: 10 years of climate and environmental research at Astrium

## اقرأ أيضاً
- قمر صناعي لرصد الأرض
- لاندسات
- قمر صناعي بلياد
- استشعار عن بعد
- قياس عن بعد
- قمر صناعي جلوري
- رادار قياس الأرض